# Chris Willemsen
Chris Willemsen (Turnhout, 12 september 1972) is een Belgische acteur, die met name bekendheid kreeg vanwege zijn kleine postuur en zijn gespierde lichaam. In 2011 werd hij vooral bekend door zijn rol van Jimmy in de Eén-reeks De Ronde.

## Biografie
Willemsen lijdt aan dwerggroei, heeft een lengte van 1,22 m en een gewicht van 46 kg. Hij groeide op in Arendonk en speelde in zijn jeugd voetbal. Door zijn lengte was hij genoodzaakt om bij de preminiemen te blijven voetballen en werd hij op 12-jarige leeftijd gedwongen om te stoppen. Begin 2004 volgde hij een cursus mediatraining. In 2004 speelde hij mee in het programma The Freaky Frank Show (de Belgische versie van Jackass) met Frank Molnar. Tijdens een aflevering werd hij op een skateboard vastgebonden met zuurstofflessen op zijn rug en in een andere episode van een plastic helling afgeduwd waarbij hij keihard naar beneden rolde.
Dit mediaoptreden leidde tot rolletjes in verschillende korte films en televisieprogramma's, waaronder de tweede reeks van Matroesjka's. Zijn eerste filmprijs kreeg hij in 2009 voor de vijftien minuten durende film How to Enrich Yourself by Driving Women Into Emotional and Financial waarin hij de hoofdrol Igor speelde. Deze film van regisseur Pim Algoed, waarin ook Sien Eggers en Adriaan Van den Hoof meespelen, werd op het Internationaal Kortfilmfestival Leuven bekroond met de Humo Award.
Willemsens bekendheid nam toe nadat hij in een aantal afleveringen van de Vlaamse televisieserie De Ronde de rol van bordeelmedewerker Jimmy vertolkte. In één controversiële scène ging hij enkel gehuld in onderbroek en varkensmasker, gehurkt boven het gezicht van Lucas Van den Eynde zitten, die lag vastgemaakt op een bed. Volgens Eén-woordvoerder Björn Verdoodt was er naar aanleiding van deze scène enige commotie ontstaan.
Naast zijn acteerwerk wordt hij ook regelmatig gevraagd voor fotosessies. Zo poseerde hij in 2005 op de Showbizzkalender. Zijn gespierde bovenlichaam heeft hij naar eigen zeggen aan het zwemmen te danken en omdat hij vanwege zijn kleine lengte veelvuldig zijn bovenarmen gebruikt.
Dat hij vanwege zijn grootte wordt gevraagd vindt hij niet erg. "Ik ben nu eenmaal zo. Waarom zou ik daar dan geen voordeel proberen uit te halen?"

## Werk

### Televisie
- Freaky Frank Show (2004)
- Mega Mindy (2006) in de afl. 11 De foute goochelaar als Picolini
- Fans (2007) als dwerg
- Matroesjka's seizoen 2 (2008) als Joe Schueremans
- AbraKOdabra (2008) als P’tit
- De Ronde (2011) als Jimmy Ceustermans
- Red Sonja (2011) als Miroslaw
- Crimi Clowns (2012) als Mike Bolckmans
- Wat als? (2012) als dwerg
- Connie & Clyde (2013) als Danny
- Crimi Clowns (2013, 2017) als Mike Bolckmans
- Nachtwacht (2015) als Goblin
- Trollie (2015) als Grunwald
- Auwch (2017, 2019) als Chris

### Film
- Crimi Clowns: De Movie (2013) als  Mike Bolckmans (en)   Crimi Clowns: De Movie in de Internet Movie Database
- Crimi Clowns 2.0: Uitschot (2016) als  Mike Bolckmans
- Billy als Billy (stem)

### Kortfilm
- Lang zullen ze leven (2005), gastrol
- Suspect (2005), gastrol als cameraman op feestje
- Downtown (2006), hoofdrol
- Dead End (2007), hoofdrol
- De Bestemming (2008), hoofdrol
- Wie wind zaait, zal storm oogsten (2009), gastrol
- Clochards United (2009), gastrol
- How to Enrich Yourself by Driving Women Into Emotional and Financial Bankruptcy (2009), hoofdrol als Igor
- Kamer 24 (2020), gastrol

### Theater
- De Versie Claus (2009) - Interviewer